# Fernandocrambus
Fernandocrambus is een geslacht van vlinders van de familie grasmotten (Crambidae), uit de onderfamilie Crambinae.

## Soorten
- F. abbreviata Clarke, 1865
- F. annulata Aurivillius, 1922
- F. apocalipsus Bleszynski, 1967
- F. arcus Clarke, 1965
- F. augur Bleszynski, 1967
- F. backstromi Aurivillius, 1922
- F. brunneus Aurivillius, 1922
- F. byssifera Clarke, 1965
- F. corvus Clarke, 1965
- F. cuprescens Hampson, 1919
- F. chilianellus Hampson, 1919
- F. chiloma Clarke, 1965
- F. chillanicus Butler, 1883
- F. chopinellus Bleszynski, 1967
- F. derelicta Clarke, 1965
- F. diabolicus Bleszynski, 1967
- F. divus Clarke, 1965
- F. dolicaon Bleszynski, 1967
- F. espeletiae Gibeaux, 1987
- F. euryptellus Berg, 1877
- F. falklandicellus Hampson, 1895
- F. fernandesellus Hampson, 1895
- F. fundus Clarke, 1965
- F. fuscus Aurivillius, 1922
- F. glareola Clarke, 1965
- F. grisea Clarke, 1965
- F. harpipterus Dyar, 1916
- F. horoscopus Bleszynski, 1967
- F. imitator Clarke, 1965
- F. imperfecta Clarke, 1965
- F. kuscheli Clarke, 1965

- F. loxia Clarke, 1965
- F. magnifica Clarke, 1965
- F. minima Clarke, 1965
- F. nergaellus Druce, 1896
- F. nitidissima Clarke, 1965
- F. noskiewiczi Bleszynski, 1967
- F. oxyechus Clarke, 1965
- F. paraloxia Clarke, 1965
- F. parva Clarke, 1965
- F. pepita Clarke, 1965
- F. radicellus Hampson, 1895
- F. ruptifascia Hampson, 1919
- F. spiculellus Zeller, 1877
- F. stilatus Zeller, 1877
- F. straminellus Hampson, 1895
- F. subaequalis Zeller, 1877
- F. truncus Clarke, 1965
- F. variatellus Bleszynski, 1967
- F. xerophylla Clarke, 1965
- F. xiphiellus Zeller, 1872